# Římskokatolická farnost Kružberk
Římskokatolická farnost Kružberk je územní společenství římských katolíků s farním kostelem svatého Floriána v Kružberku-Starých Lublicích.

## Historie
Území farnosti náleželo k farnosti Hořejší Kunčice do roku 1785, kdy byla ve Starých Lublicích zřízena lokální kuracie, přeměněná v roce 1858 na farnost. Prvním farářem se stal Johann Haubfleisch. 

## Kostely a kaple na území farnosti
- Kostel svatého Floriána ve Starých Lublicích
- Kostel svatých Petra a Pavla v Kružberku